# Argonaute (U-Boot, 1932)
Die Argonaute war das Typschiff der Argonaute-Klasse, einer Klasse von fünf U-Booten der französischen Marine im Zweiten Weltkrieg. Die Argonaute-Klasse war das erste Baulos des 630-Tonnen-Typs. Der Name des Bootes geht auf die Helden der antiken griechischen Argonautensage zurück.
Die Argonaute wurde am 8. November 1942 während der Alliierten Landung in Nordafrika vor Oran von den beiden britischen Zerstörern Achates und Westcott versenkt.